# Lorenzo Cassani
Lorenzo Cassani detto il Cassanino (Pavia, 1687 – Milano, 1767) è stato un architetto italiano.
Illustre esponente del barocchetto pavese lavorò a Pavia al presbiterio della chiesa di San Pietro in Ciel d'Oro, commissionatogli dai Padri Agostiniani per posizionare l'Arca di sant'Agostino, al Palazzo dei Crociferi, all'ex Convento della Colombina (oggi Palazzo di Giustizia) e alla realizzazione dell'altare a San Giovanni Nepomuceno nella cappella del Ponte Coperto e lavorò presso la fabbrica del duomo di Pavia; in seguito divenne l'architetto di fiducia della nobile famiglia pavese degli Olevano e progettò numerose opere civili e religiose a Pavia (Palazzo Olevano), Casteggio (San Sebastiano), Cava Manara (Parrocchiale e Villa Olevano) ed a Olevano di Lomellina (Chiesa parrocchiale di San Michele Arcangelo e Castello) e il palazzo del Tribunale di Pavia.

## Bibliografia

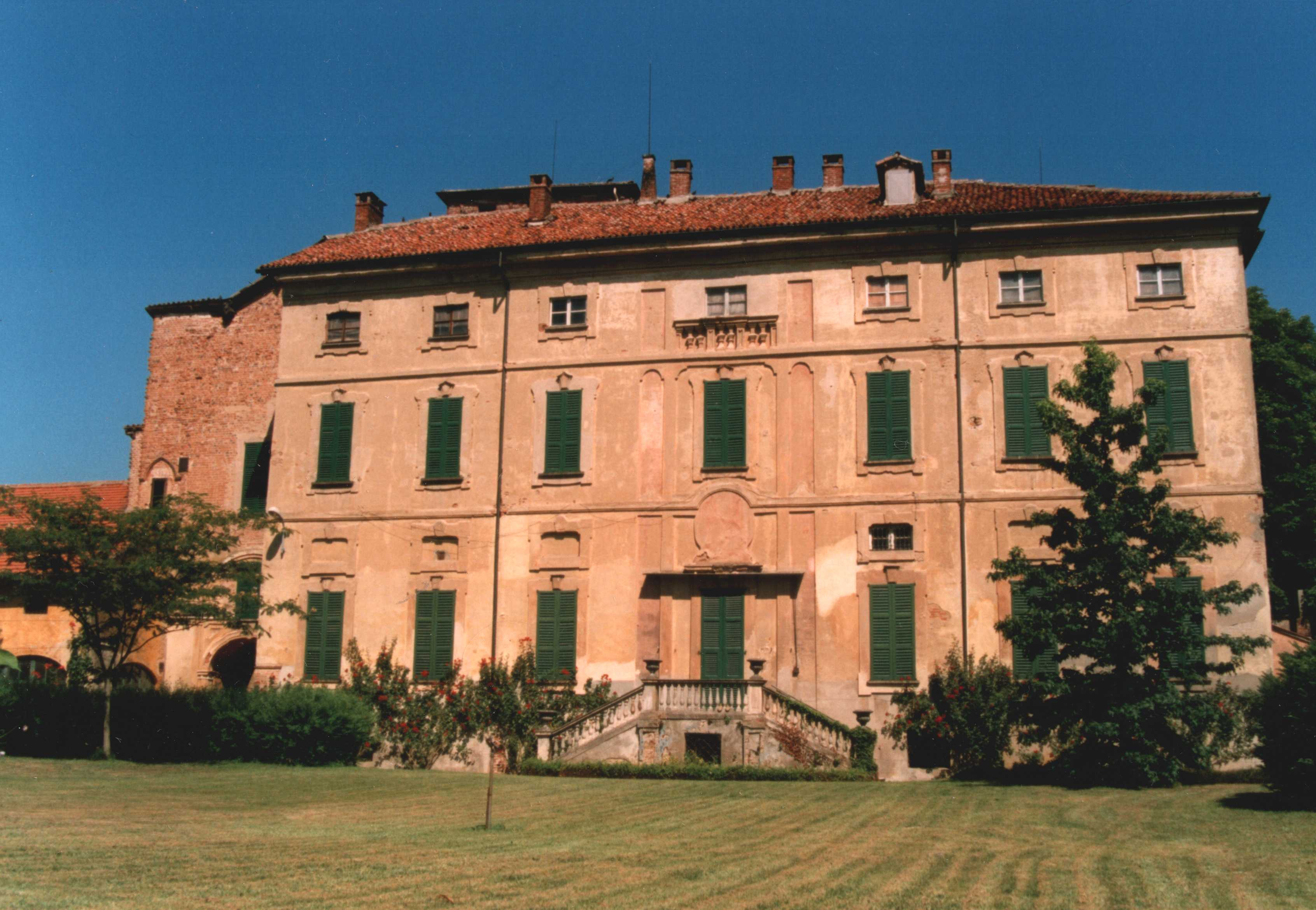
Il Castello di Olevano, lato sud.